# Университет штата Канзас
Университет штата Канзас (англ. Kansas State University, KSU), сокращённо Канзас-Стейт (англ. Kansas State) или К-Стейт (англ. K-State) — общественный земельный исследовательский университет, главный кампус которого находится в городе Манхаттан, штат Канзас. Он был открыт как государственный земельный колледж в 1863 году и стал первым государственным высшим учебным заведением в штате Канзас. В осеннем семестре 2014 года в нём было зарегистрировано рекордное число студентов — 24 766 человек.
Университет относится к категории R1 «Докторский университет. Очень высокая научная активность». Академические программы Университета штата Канзас реализуются через девять колледжей, в том числе Колледж ветеринарной медицины и Колледж технологий и авиации в Салайне. Предлагаемые научные степени включают 65 программ магистратуры и 45 программ докторантуры.
Филиальные кампусы находятся в городах Салайна и Олейте. В Салайнском кампусе аэрокосмической и технологической промышленности находится Колледж технологий и авиации. Олейтский инновационный кампус специализируется на исследованиях в области биоэнергетики, здоровья животных, растениеводства, а также безопасности пищевых продуктов.

## История
Университет штата Канзас первоначально назывался Сельскохозяйственным колледжем штата Канзас. Он был открыт в Манхаттане 16 февраля 1863 года, во время Гражданской войны в США, как учреждение, предоставлявшее землю в соответствии с Актом Моррилла. Это было первое учебное заведение основанное в соответствии с данным законом. KSU является третьим старейшим вузом Конференции Биг 12 и старейшим государственным высшим учебным заведением в штате Канзас.
Открыть государственную высшую школу в штате впервые было предложено в 1861 году, когда Канзас был принят в состав США. Одной из приоритетных задач Законодательного собрания нового штата было создание государственного университета. В том же году делегация из Манхаттана, возглавляемая аболиционистом Исааком Гуднау, внесла законопроект о преобразовании частного Блюмонт-Сентрал-колледжа в Манхаттане, зарегистрированного в 1858 году, в университет штата. Однако на законопроект о создании университета в Манхаттане наложил вето губернатор Чарльз Лоуренс Робинсон; попытка преодолеть это вето в Законодательном собрании провалилась двумя голосами против. В 1862 году другой законопроект о том, чтобы сделать Манхаттан местом расположения университета штата, был отклонен одним голосом против. Наконец, после третьей попытки 16 февраля 1863 года штат принял предложение Манхаттана о передаче штату здания и территории Блюмонт-Сентрал-колледжа и открыл здесь государственный земельный колледж — учреждение, которое впоследствии стало Университетом штата Канзас.
2 сентября 1863 года в колледже началась первая сессия; на момент открытия он был вторым государственным высшим учебным заведением в США, в котором в равной степени принимали женщин и мужчин. На первую сессию было зарегистрировано 52 студента: 26 мужчин и 26 женщин.  В 1875 году, через двенадцать лет после своего открытия, университет перенес главный кампус с места, где находился Блюмонт-Сентрал-колледж, на его нынешнее местоположение. Прежнее место ныне занимает Центральный национальный банк Манхаттана и апартаменты Фаундерс-Хилл.
В первые годы существования учебного заведения возникли споры о том, должен ли колледж предоставлять целенаправленное сельскохозяйственное образование или полное гуманитарное образование. В то время приоритеты в академической программе вуза менялись вместе с каждым его новым президентом. Например, президент Джон Александр Андерсон (1873 — 1879) выступал за узко-специализированное образование, а президент Джордж Томпсон Фэйрчайлд (1879 — 1897) выступал за классическое гуманитарное образование. Фэйрчайлду приписывают слова: «Наш колледж существует не столько для того, чтобы делать мужчин-фермеров, сколько для того, чтобы делать фермеров-мужчин».
В 1873 году KSU стал пионером академического преподавания домоводства для женщин, став одним из первых двух колледжей в США, предложивших эту программу обучения.
В ноябре 1928 года вуз был аккредитован Ассоциацией американских университетов (AAU) как высшая школа, выпускники которой считались способными к продвинутой аспирантской работе. В 1931 году название вуза было изменено на Колледж сельского хозяйства и прикладных наук штата Канзас. В 1959 году Законодательное собрание штата снова изменило название вуза на Университет сельского хозяйства и прикладных наук штата Канзас, чтобы отразить растущее число программ последипломного образования. Однако в современной практике фрагмент «сельское хозяйство и прикладные науки» обычно опускается даже в официальных документах, таких как законы штата. С 1943 по 1950 год президентом вуза был Милтон Стовер Эйзенхауэр.
15 июня 2009 года Кирк Шульц стал 13-м президентом Университета штата Канзас. В марте 2010 года он объявил о своем плане развития вуза до 2025 года. Инициатива Шульца была направлена на то, чтобы к 2025 году вывести вуз в число 50 лучших национально признанных исследовательских университетов. 22 апреля 2016 года Шульц покинул свой пост и стал новым президентом Университета штата Вашингтон.
В конце апреля 2016 года генерал в отставке Ричард Майерс начал исполнять обязанности временного президента Университета штата Канзас и стал 14-м президентом вуза 15 ноября 2016 года. В феврале 2022 года его сменил Ричард Линтон, с 2012 по 2022 год занимавший пост декана Колледжа сельского хозяйства и науки о жизни Университета штата Северная Каролина.

### Старейший университет в Канзасе
Законодательное собрание Канзаса учредило земельный колледж штата в Манхаттане 13 января 1863 года. Комиссия по созданию университета штата в Лоуренсе была созвана после на той же законодательной сессии при условии, что город сможет соответствовать определенным требованиям; она завершилась позднее в том же году. KSU был первым государственным высшим учебным заведением, основанным в штате; преподавание в нём учебных программ на уровне колледжа началось в том же 1863 году. Для сравнения, Университет Канзаса открылся в 1866 году и предлагал подготовительные курсы, пока в 1869 году не перешёл к преподаванию учебных программ на уровне колледжа.
KSU был основан как сельскохозяйственный и исследовательский колледж в соответствии с мандатом вуза, предоставляющего землю, также с кафедрами военной подготовки и литературы. В 1959 году вуз был официально переименован в Университет штата Канзас.

## Кампус
Главный кампус KSU Манхаттане ныне занимает площадь в 2,7 км2. Студенческий городок является историческим памятником; большая часть зданий в нём была построена до 1910 года, это больше, чем в любом другом кампусе Канзаса. Хольц-холл, построенный в 1876 году, является старейшим отдельно стоящим местным зданием. Однако самым старым зданием на территории кампуса является старая часть Ситон-холла, который ныне представляет собой Ситон-корт, обращенный во двор библиотеки Хейла и Эйзенхауэр-холла. Эта часть Ситон-холла, первоначально называвшаяся Промышленной мастерской, является старейшим сохранившимся учебным зданием в кампусе Манхаттана.
Преобладающей архитектурной особенностью студенческого городка является использованный при возведении зданий кампуса местный известняк. Из этого материала построен Андерсон-холл — знаковое здание Университета штата Канзас, которое строилось в три этапа между 1877 и 1885 годами. В Андерсон-холле, ныне внесенном в Национальный реестр исторических мест, уже более века размещаются административные офисы университета. Диккенс-холл был построен в 1908 году, и в настоящее время его занимают кафедры статистики и философии. Хотя на территории кампуса много исторических зданий, KSU с 1986 года увеличил его полезную площадь на 186 000 м2, построив расширенную библиотеку, новый художественный музей и здание науки о растениях.
Несколько зданий на территории кампуса были сильно повреждены торнадо 11 июня 2008 года. Оценка ущерба составила более 20 миллионов долларов США.
С 2014 года в главном кампусе проводится масштабная реконструкция с учётом изменений инфраструктуры. В студенческом городке создается много пешеходных дорожек, вместо небольших подъездных путей для транспортных средств.

## Академические программы
Академический рейтинг:
на национальном уровне
- Forbs[англ.] — 366[30]
- THE / WSJ — 401–500[31]
- U.S. News & World Report[англ.] — 170[32]
- Washington Monthly[англ.] — 207[33]

на международном уровне
- ARWU — 401–500[34]
- QS — 801–1000[35]
- THE — 801–1000[36]
- U.S. News & World Report — 414[37].

С 1986 года KSU занимает первое место в национальном рейтинге среди публичных университетов по общему количеству стипендиатов Родса, Маршалла, Трумэна, Голдуотера и Удалла со 147 получателями. Вуз является членом Ассоциации аспирантур Среднего Запада, а также домом для отделения Канзас-Бета почетного общества Фи-бета-каппа. Вуз подал прошение в 1925 году и три года спустя получил устав Академической кепки Почётного общества выпускников национального колледжа.
Университет штата Канзас имеет 65 академических факультетов в девяти колледжах: сельского хозяйства, архитектурном, планирования и дизайна, искусства и науки, бизнес-администрирования, педагогическом, инженерного дела, здоровья и гуманитарных наук, технологий и авиации, ветеринарной медицины. Аспирантура предлагает 65 программ магистратуры и около 50 программ докторантуры.
В 1991 году постановлением законодательного собрания Канзаса бывший Канзасский технический институт в Салайне был объединён с Университетом штата Канзас. Колледж технологий и авиации находится в кампусе Салайны. Первоначально этот кампус назывался Университет штата Канзас — Салайна, но 14 октября 2014 года Попечительский совет KSU одобрил изменение названия на Политехнический кампус Университета штата Канзас. В 2021 году кампус снова был переименован в Кампус аэрокосмической и технологической промышленности Салайны при Университете штата Канзас.
В 2018 году Попечительский совет KSU одобрил изменение названия Инженерного колледжа на Инженерный колледж имени Карла Р. Айса.

## Спортивные программы
Спортивные программы в KSU появились в 1890-х годах. Спортивные команды вуза называются «Уилдкэтс» — «Дикие кошки». Они участвуют в первом дивизионе NCAA и Конференции Биг 12. Официальный цвет школы — королевский лиловый, что делает KSU одним из очень немногих вузов (наряду с Сиракузским и Гарвардским университетами), которые имеют только один официальный цвет. Белый и серебристый обычно используются как дополнительные цвета. Белый цвет упоминается вместе с фиолетовым в университетской боевой песне «Победа за Дикой кошкой». Логотип спортивных команд вуза представляет собой стилизованную голову «Дикой кошки» в профиль, которая часто окрашена в цвет вуза; логотип называют «Пауэркэт» — «Сильной кошкой».
Виды спорта, спонсируемые вузом, включают футбол, баскетбол, бег по пересеченной местности и легкую атлетику, бейсбол, гольф, теннис, греблю, женский футбол и волейбол. Главный тренер по футболу — Крис Климан, главный тренер по баскетболу среди мужчин — Джером Танг, главный тренер по баскетболу среди женщин — Джефф Митти, а главный тренер по бейсболу — Пит Хьюз. В 2012–2013 годах KSU стал вторым вузом в Конференции Биг 12, который стал чемпионом в соревнованиях конференции по футболу, мужскому баскетболу и бейсболу за один учебный год.
Студенты-афроамериканцы из KSU первыми преодолели «цветной барьер» в состязаниях по лёгкой атлетике в Конференции Биг 7. Гарольд Робинсон стал первым афроамериканским спортсменом конференции за более чем два десятилетия и первым, кто получил стипендию, играя в футбол за KSU в 1949 году. Весной 1951 года бейсбольный «цветной барьер» конференции был преодолен Эрлом Вудсом из KSU, а зимой 1951–1952 годов Джин Уилсон из KSU преодолел «цветной барьер» конференции в баскетболе, вместе с ЛаВаннес Сквайрсом из Университета Канзаса.